# Æggedeler
En æggedeler er et køkkenredskab som kan skære hårdkogte æg i stykker (typisk i skiver). Redskabet kan også anvendes til at skive andre bløde råvarer så som svampe eller jordbær.
| Mad og drikke | Spire Denne artikel om mad og drikke er en spire som bør udbygges. Du er velkommen til at hjælpe Wikipedia ved at udvide den. |